# Rio Wollondilly
Rio Wollondilly é um curso de água da Austrália, situado no Estado de Nova Gales do Sul.
Originalmente era um tributário do rio Warragamba, mas hoje deságua no lago Burragorang, criado pela construção da represa Warragamba. Esta é a maior fonte de suprimento de água da região de Sydney.